# Kiss (ブランド)
Kiss（キス）は、株式会社ワークマンのアダルトゲームブランドである。なお、工場・土木現場向け用品専門店チェーンの株式会社ワークマンとは同名だが無関係である。

## 概要
「ヒロインエディットシステム」と呼ばれるヒロインの髪型や体型、性格、コスチュームなどを細かく選択できる育成システムが特徴である。
1998年に株式会社ジェイアンドエイチ（J&H）のブランドとして始動。1999年にデビュー作である『カスタム隷奴』及び『カスタム隷奴+』を発売後、当時の公式サイトは閉鎖され、ジェイアンドエイチは解散した。その後、2003年にワークマンにブランドが譲渡され、『カスタム隷奴II』を発売した。
『カスタム隷奴II』以降は暗い作品が続いていたが、2007年11月22日に発売された『××な彼女のつくりかた』以降は明るい作品を多く作るようになった。
また、2015年7月24日に発売された『カスタムメイド3D2』はVRを正式に導入したことでメディアから先進的なアダルトゲームとして取り上げられたほか、カスタマイズしたメイド（嫁イド）がSNSに投稿されたことにより美少女ゲームユーザー以外にも知られるようになり、最終的には萌えゲーアワード2015の審査員特別賞とDMM賞を受賞した。

## 作品一覧
Kiss
- 1999年1月21日 - カスタム隷奴
  - 1999年11月26日 - カスタム隷奴+
- 2003年2月7日 - カスタム隷奴II
  - 2003年6月27日 - カスタム隷奴II+
  - 2004年1月30日 - カスタム隷奴II DVD
- 2004年11月26日 - 想い、解き放たれたとき
- 2005年9月22日 - カスタム隷奴III
  - 2005年12月22日 - カスタム隷奴III Plus
  - 2006年3月24日 - カスタム隷奴III Special Edition
- 2006年9月29日 - カスタム隷奴F
  - 2006年12月29日 - カスタム隷奴F Plus
  - 2007年3月23日 - カスタム隷奴F Special Edition
- 2007年11月22日 - ××な彼女のつくりかた
  - 2008年5月23日 - ××な彼女のつくりかた ハプニング
  - 2008年5月23日 - ××な彼女のつくりかた ハプニングプラスディスク
- 2009年5月29日 - Alter Ego
- 2010年4月30日 - カスタムレイド4
  - 2010年8月13日 - カスタムレイド4+
  - 2010年8月27日 - カスタムレイド4 SMセット
  - 2010年9月24日 - カスタムレイド4 2010夏プラグインDISC
  - 2010年11月26日 - カスタムレイド4++
  - 2011年2月25日 - カスタムレイド4 2010冬プラグインDISC
  - 2011年4月22日 - カスタムレイド4 SE
- 2011年1月28日 - カスタムメイド3D
  - 2011年4月28日 - カスタムメイド3D ビジュアルパック
  - 2011年6月24日 - カスタムメイド3D スキルパック
  - 2011年10月28日 - カスタムメイド3D 2011夏プラグインDISC
  - 2011年11月25日 - カスタムメイド3D 性格パック
  - 2012年1月27日 - カスタムメイド3D 2011冬プラグインDISC
  - 2012年3月23日 - カスタムメイド3D スキルパック2
  - 2012年4月27日 - カスタムメイド3D 2012春プラグインDISC
  - 2012年6月29日 - カスタムメイド3D ボイスパック
  - 2013年7月26日 - カスタムメイド3D シーズンパック 2013
  - 2012年8月24日 - カスタムメイド3D 2012夏プラグインDISC
  - 2013年8月30日 - カスタムメイド3D プレミアムパック
  - 2013年12月20日 - カスタムメイド3D スキルパック3
  - 2014年4月25日 - カスタムメイド3D スキルパック4
  - 2014年8月29日 - カスタムメイド3D プレミアムパック2
  - 2014年11月28日 - カスタムメイド3D スキルパック5
  - 2015年06月26日 - カスタムメイド 3D with Chu-B Lip
- 2011年6月24日 - カスタムレイドV
  - 2011年9月22日 - カスタムレイドV Plus
  - 2011年9月22日 - カスタムレイドV SE
  - 2011年10月28日 - カスタムレイドV 2011夏プラグインDISC
- 2012年5月27日 - ××な彼女のつくりかた2
  - 2012年8月24日 - ××な彼女のつくりかた2 2012夏プラグインDISC
  - 2012年9月28日 - ××な彼女のつくりかた2 Secret Date Pack
  - 2012年10月26日 - ××な彼女のつくりかた2 ネットワーク＆アルバイトパック
  - 2012年11月30日 - ××な彼女のつくりかた2 性格パック
  - 2012年12月29日 - ××な彼女のつくりかた2 Extra Date Pack
  - 2014年1月31日 - ××な彼女のつくりかた2 プレミアムパック
- 2013年2月22日 - カスタムメイドオンライン
  - 2014年3月28日 - カスタムメイドオンライン スターターパック
  - 2014年3月28日 - カスタムメイドオンライン ブルジョアパック
- 2014年7月25日 - メイクMeラバー
  - 2014年12月19日 - メイクMeラバー Darkness
  - 2015年1月30日 - メイクMeラバー Darkness Lボディプラスパック
  - 2015年1月30日 - メイクMeラバー SpecialEdition
- 2015年7月24日 - カスタムメイド3D2
  - 2015年9月18日 - カスタムメイド3D2 with Chu-B Lip
  - 2015年10月23日 - カスタムメイド3D2 ビジュアルパック
  - 2015年12月25日 - カスタムメイド3D2 with Chu-B Lip Wパック
  - 2015年12月25日 - ワイヤレスオナホコントローラー『Chu-B Lip』
  - 2016年1月29日 - カスタムメイド3D2＋
  - 2016年4月28日 - カスタムメイド3D2 キャラクターパック 母性的なお姉ちゃん
  - 2016年7月29日 - カスタムメイド3D2＋ ACT.2
  - 2016年10月28日 - カスタムメイド3D2 キャラクターパック 健康的でスポーティなボクっ娘
  - 2017年1月27日 - カスタムメイド3D2＋ ACT.3
  - 2017年4月28日 - カスタムメイド3D2 バケーションパック VR
  - 2017年6月23日 - カスタムメイド3D2 キャラクターパック M心を刺激する、ドS女王様
  - 2017年9月29日 - カスタムメイド3D2 カラオケパックVR
  - 2018年1月26日 - カスタムメイド3D2 カラオケパックVR VOL.2
- 2018年2月23日 - カスタムオーダーメイド3D2
  - 2018年4月27日 - カスタムオーダーメイド3D2 with Chu-B Lip S
  - 2018年6月1日 - カスタムオーダーメイド3D2 カラオケパックVR
  - 2018年7月6日 - カスタムオーダーメイド3D2 キャラクターパック 無口で甘えたがりな文学少女
  - 2018年7月27日 - カスタムオーダーメイド3D2 with Chu-B Lip S2
  - 2018年8月31日 - カスタムオーダーメイド3D2 病的な程一途な大和撫子キャラクター追加&移籍パック
  - 2018年9月15日 - カスタムオーダーメイド3D2 キャラクターパック 天然サディスティックな小悪魔
  - 2018年11月30日 - カスタムオーダーメイド3D2+ GP-01
  - 2018年12月14日 - カスタムオーダーメイド3D2 キャラクターパック 色気のあるおしとやかなお姉さん
  - 2019年3月15日 - カスタムオーダーメイド3D2 カラオケパックVR vol.2
  - 2019年4月15日 - カスタムオーダーメイド3D2 キャラクターパック 小動物系ふわふわ妹
  - 2019年5月31日 - カスタムオーダーメイド3D2 It’s a Night Magic（12歳以上対象）
  - 2019年6月28日 - カスタムオーダーメイド3D2 キャラクターパック 警戒心の強い無愛想
  - 2019年8月30日 - カスタムオーダーメイド3D2+ GP-02
  - 2019年10月25日 - カスタムオーダーメイド3D2 キャラクターパック 高飛車で生意気なお嬢様
  - 2020年2月28日 - カスタムオーダーメイド3D2 キャラクターパック 甘々デレデレでご主人様を信仰している妹系幼馴染
  - 2020年4月17日 - カスタムオーダーメイド3D2 カラオケパックVR vol.3
  - 2020年6月26日 - カスタムオーダーメイド3D2+ GP-01Fb
  - 2020年7月10日 - カスタムオーダーメイド3D2 カラオケパックVR vol.4
  - 2020年9月4日 - カスタムオーダーメイド3D2 キャラクターパックEX ド変態ドM
  - 2020年11月6日 - カスタムオーダーメイド3D2 キャラクターパックEX 腹黒[6]
  - 2021年3月26日 - CR EditSystem[7]
  - 2021年6月25日 - カスタムオーダーメイド3D2キャラクターパック 気さくでちょっとエッチなお姉さん
  - 2022年2月25日 - カスタムオーダーメイド3D2.5＋X0 with KissCharacter EditSystem
  - 2022年7月28日 - 	カスタムオーダーメイド3D2&2.5＋X1+
  - 2022年8月25日 - 	カスタムオーダーメイド3D2&2.5＋ X1改
  - 2022年9月29日 - 	カスタムオーダーメイド3D2&2.5＋ X1改+
  - 2023年11月30日 - 	カスタムオーダーメイド3D2&2.5 キャラクターパックEX ギャル[8]
  - 2024年1月18日 - 	カスタムオーダーメイド3D2 メイドカラオケパック Special DIVA Edition[9]
  - 2024年4月26日 - 	カスタムオーダーメイド3D2&2.5＋ GP-03
- 発売日未定 - CUSTOM ROMANCE CITY 3D3[10]

### 姉妹ブランド
Kiss Next - 解散
- 2002年4月26日 - メイクLove! 〜SLAVE LOVE〜
  - 2002年12月20日 - メイクLOVE!+
- 2003年5月30日 - 忍ちっく☆はぁと（外部開発作品。ヒロインエディットシステムは無い）

Kiss-MA
- 2008年12月12日 - かすたむ☆しすたぁ 〜おれちんのいいなり〜

i.Depas
- 2000年9月8日 - カスタムSTUDIO（ゲームではなく、スクリーンセーバーなどの開発ツール）

EUROS - 2008年に解散。ヒロインエディットシステムは無い。
- 2003年10月31日 - 性徴日記 〜お兄ちゃんと呼ばせたい!〜
- 2004年6月25日 - 恥辱の学園 〜投稿される女教師〜

Pleats soft
- 2009年3月27日 - ここより、はるか -Surrounded sea in the world-

Hatena
- 2009年4月24日 - ヘリオトロープ -それは死に至る神の愛-

オレンジペコ
- 2010年5月28日 - 魔神とヒメと恋するたましい

### 統合ブランド
Reactor
Kiss、Hatena、オレンジペコ、Pleats softの4つを合わせたブランドである。ただし、旧ブランドを統合、廃止するために作られたブランドではなく、便宜上統合としており、製品の発売はそれぞれのブランドから従来通り行われている。

## 主なスタッフ
原画
- 弥舞秀人

シナリオ
- 小原誠
- 黒和雷人
- 都築チキン
- シャア専用◎

その他
- さんりようこ - カスタム隷奴、カスタムSTUDIOの原画を手がけた。
- 金目鯛ぴんく - カスタム隷奴F、カスタムレイド4、××な彼女のつくりかた、××な彼女のつくりかた2の一部原画を手がけた。
- 黒石りんご - AlterEgo、カスタムレイドV(一部)の原画を手がけた。
- シャルラクプラス -同社の営業を行っている。
- ねい - 2018年4月時点の同社の最高技術責任者であり、『カスタムメイド3D2』および『カスタムオーダーメイド3D2』の開発スタッフの一人でもある[4][11]。